# Voyages SNCF (branche du groupe SNCF)
Ne doit pas être confondu avec SNCF Voyageurs ou SNCF Connect.
Voyages SNCF, anciennement SNCF Voyages et encore précédemment SNCF Voyages France Europe (SNCF VFE), est la branche de SNCF Voyageurs spécialisée dans le transport ferroviaire de voyageurs longue distance et à grande vitesse. Par ailleurs, elle est également responsable de la distribution des billets. 
Elle est dirigée jusqu'en 2014 par Barbara Dalibard, qui succède à Mireille Faugère. Depuis octobre 2014, elle est dirigée par Rachel Picard.
SNCF Voyages a été renommé Voyages SNCF, afin de ne pas être confondue avec « SNCF Voyageurs », entité qui chapeaute l'ensemble des activités de transport de voyageurs de la SNCF (TER, TGV, Intercités...).

## Chiffre d'affaires
Le chiffre d'affaires 2010 est de 7 217 millions d'euros, en progression de + 5,3 % par rapport à 2009. A périmètre et change constants et hors l'effet de la création de la branche Gares & Connexions, la progression est de +240 millions d'euros soit + 3,5 %.

## Composition
Cette branche est spécialisée dans le transport ferroviaire de voyageurs longue distance et à grande vitesse. Par ailleurs, elle est responsable de la gestion du système informatique de distribution des billets et pour partie de la distribution de ceux-ci :
- Transport ferroviaire français :
  - TGV ;
  - iDTGV (les dernières circulations de TGV sous la marque IDTGV sont effectuées le 9 décembre 2017) ;
  - Ouigo : offre à grande vitesse alternative, sur le modèle des compagnies low-cost aériennes. Utilisation maximale des matériels, dessertes des gares "bis" (Marne la Vallée Chessy pour Paris, Lyon St Exupéry pour Lyon...), rame à grande capacité ;
  - Jusqu'en 2013, Corail classique : train de jour et de nuit à long parcours, non soumis à réservation obligatoire et au « yield management » (à ne pas confondre avec les Intercités, sous convention de financement avec l'État – Trains Équilibres du Territoire). Toute l'offre des trains classiques a été transmise à Intercités en 2013. Depuis cette date, SNCF Voyages ne gère donc plus que les TGV, elle distribue cependant les billets Intercités et Intercités de nuit ;

- Filiales et alliances européennes :
  - Ouigo España (100%) : opérateur low cost en Espagne ;
  - Eurostar (56 %) : liaisons vers l'Angleterre ;
  - Lyria (74 %) : liaisons vers la Suisse ;
  - SNCF Voyages Italia (SVI) : liaisons vers l'Italie, avec possibilité d'extensions sur des liaisons italiennes en 2026[3].

- Études
  - Rhealys SA (30 %) ;

- Distribution
  - SNCF Connect (anciennement Oui.sncf) (50,1 %), l'agence de voyages) en ligne de la SNCF (la plateforme de réservations d'hôtels en ligne est le fruit d'un partenariat avec Hotels.com);
  - GLe-commerce.

- Anciennes participations :
  - Thalys : liaisons vers la Belgique, les Pays-Bas et l'Allemagne, fusionnée avec Eurostar en 2023 ;
  - Artésia : liaisons vers l'Italie (filiale dissoute fin 2011) ;
  - Elipsos : liaisons vers l'Espagne ;
  - NTV : liaisons à grande vitesse en Italie, parts revendues en 2015.
  - Alleo : liaisons vers l'Allemagne ;
  - Rail Europe.

## À voir
- Société-mère SNCF
- Groupe SNCF (SNCF Infra • SNCF Proximités • SNCF Voyages • SNCF Logistics • Gares & Connexions)